# دالاوان
دالاوان هي قرية في مقاطعة بيرانشهر، إيران. يقدر عدد سكانها بـ 185 نسمة بحسب إحصاء 2016.